# قرار مجلس الأمن التابع للأمم المتحدة رقم 1174
قرار مجلس الأمن التابع للأمم المتحدة رقم 1174، الذي اتخذ بالإجماع في 15 حزيران / يونيو 1998، بعد الإشارة إلى القرارات 1031 (1995) و1035 (1995) و1088 (1996) و1103 (1997) و 1107 (1997) و1144 (1997) و1168 (1998)، مدد المجلس ولاية بعثة الأمم المتحدة في البوسنة والهرسك (UNMIBH) لفترة تنتهي في 21 حزيران / يونيو 1999 وأذن للدول المشاركة في قوة تثبيت الاستقرار التي يقودها حلف شمال الأطلسي (الناتو) بمواصلة القيام بذلك لمدة اثني عشر شهرا أخرى.
وأكد مجلس الأمن أهمية اتفاقية دايتون (الاتفاق الإطاري العام) والأهمية التي يتعين على كرواتيا وجمهورية يوغوسلافيا الاتحادية (صربيا والجبل الأسود) أن تلعبها في عملية السلام في البوسنة والهرسك. كانت عودة المشردين واللاجئين حاسمة بالنسبة للسلام الدائم في المنطقة، بعد أن أفاد الأمين العام كوفي عنان بأن اللاجئين واجهوا العنف عند عودتهم إلى أماكنهم الأصلية في البوسنة والهرسك.
عملا بموجب الفصل السابع من ميثاق الأمم المتحدة، أصر المجلس على تعاون جميع الأطراف مع اتفاقات السلام والمحكمة الجنائية الدولية ليوغوسلافيا السابقة، وأكد من جديد دور الممثل السامي للبوسنة والهرسك خلال هذه الفترة. وقد تم التسليم بأن الأطراف قد أذنت للقوة المتعددة الجنسيات الحالية باستخدام القوة إذا لزم الأمر لإنفاذ الملحق الأول لاتفاقات السلام.
أذن للدول الأعضاء المشاركة في قوة تثبيت الاستقرار، المنشأة بموجب القرار 1088، بمواصلة عملياتها لمدة اثني عشر شهرا إضافية؛ سيتم تمديده إلى ما بعد هذا التاريخ إذا كان ذلك مضمونا بالوضع في البلاد. كما أذن باستخدام التدابير اللازمة، بما في ذلك استخدام القوة والدفاع عن النفس، لضمان الامتثال للاتفاقات وسلامة وحرية تنقل أفراد القوة. وفي الوقت نفسه، مُددت ولاية بعثة الأمم المتحدة في البوسنة والهرسك، التي تضمنت ولاية قوة الشرطة الدولية، حتى 21 حزيران / يونيو 1999. وحث البلدان على توفير التدريب والمعدات والدعم لقوات الشرطة المحلية في البوسنة والهرسك.

## روابط خارجية
- نص القرار في undocs.org